# Los Montesinos
Los Montesinos é um município da Espanha na província de Alicante, Comunidade Valenciana. Tem 15,05 km² de área e em 2021 tinha 5 123 habitantes (densidade: 340,4 hab./km²).

## Demografia
| Variação demográfica do município entre 1991 e 2004 | Variação demográfica do município entre 1991 e 2004 | Variação demográfica do município entre 1991 e 2004 | Variação demográfica do município entre 1991 e 2004 |
| --------------------------------------------------- | --------------------------------------------------- | --------------------------------------------------- | --------------------------------------------------- |
| 1991                                                | 1996                                                | 2001                                                | 2004                                                |
| 2267                                                | 2436                                                | 2774                                                | 3081                                                |